# Напрямок — Берлін
«Напрямок — Берлін» («Kierunek Berlin») — польський художній фільм 1968 року, знятий режисером Єжи Пассендорфером на кіностудії «Zespól Filmowy „Studio“».

## Сюжет
Перший фільм дилогії, що розповідає про останні дні Великої Вітчизняної війни, поєднання радянських та польських військ 2 травня 1945 року. Фреска війни, колективний портрет польських солдатів, персоніфікований у долі однієї роти польської армії, яка бере участь у переможному наступі навесні 1945 року. Описується розмах операції форсування Одера та Берлінська операція за останні тижні Другої світової війни.

## У ролях
- Ян Бурек — головна роль
- Войцех Семіон — Войцех Наруг, капрал
- Іоанна Ендрика — регулювальниця
- Єжи Йогалла — Збігнєв Залевський
- Вацлав Ковальський — Острейко
- Маріан Лонч — Валясек
- Станіслав Мільський — Станіслав Фрончак
- Войцех Пілярський — Войцех Багинський
- Владислав Роєк — Влодзімеж
- Микола Рибников — Всеволод Іванович Поляк
- Анджей Фогель — роль другого плану
- Кшиштоф Хамець — лейтенант Качмарек
- Анджей Хердер — роль другого плану
- Міхал Шевчик — Міхал Бадзех
- Збігнєв Юзефович — полковник
- Ян Тесаж — солдат
- Чеслав Пясковський — Франек, кухар
- Ришард Ваховський — солдат

## Знімальна група
- Режисер — Єжи Пассендорфер
- Сценаристи — Войцех Жукровський, Єжи Пассендорфер
- Оператори — Казимеж Конрад, Вацлав Дибовський, Мечислав Левандовський
- Композитор — Адам Валяциньський
- Художник — Адам Новаковський